# تمیم البرغوثی
تمیم البرغوثی شاعر عرب فلسطینی که شعرهای حماسی اش دربارهٔ امت عرب او را در بین مردم معروف کرد. اولین حضور رسمی او به عنوان شاعر در برنامهٔ امیر الشعراء بود که از تلویزیون ابوظبی پخش می‌شد. در همین برنامه بود که قصیدهٔ معروف (فی القدس)را خواند و توانست محبوبیت زیادی در میان دوست داران ادب عربی کسب کند.